# 森林好小子
《森林好小子》是由佐藤正创作的日本漫画作品，在《周刊少年Jump》连载。之后根据漫画改编的電視动画于1988年放映。本作品的主要人物是野生男孩卡内奇(港譯國寶憲一)。内容是以他与周围人的日常生活。

## 动画
1988年3月至同年9月于日本電視網協議會旗下频道播放，总24集。

### 制作
- 原作：佐藤正
- 导演：小林治
- 企划：布川郁司（Studio Pierrot）、藤原正道（东宝）
- 助理制片人：福与雅子（东宝）
- 制片人：堀越徹（日语：堀越徹）（NTV）、河野秀雄（东宝）、深草礼子（Studio Pierrot）
- 剧本统筹：寺田宪史
- 人物設定：山田道代
- 美术监督：三浦智
- 特殊效果：池田健司
- 色彩指定：
- 摄影监督：金子仁
- 編集：掛須秀一（日语：掛須秀一）、石田悟
- 音响监督：松浦典良（日语：松浦典良）
- 音乐：马饲野康二
- 音响效果：伊藤克己（Swara-pro（日语：スワラ・プロ））
- 调整：大塚晴寿
- 音響制作：現
- 现象：东京现象所（日语：東京現像所）
- 标题设计：杉澤英樹
- OP动画、ED动画：望月智充〈演出〉、摩砂雪〈作画〉
- 平台制作：本間道幸
- 文艺：静谷伊佐夫（日语：静谷伊佐夫）
- 广报：岩上喜進（NTV）
- 制作進行：青木訓之、早川雅彦、津野竜之輔、岡田貢一
- 企划制作：日本电视台
- 制作：东宝株式会社、Studio Pierrot

### 音乐
TV版、OVA版的主题曲、插入曲的收录与发行公司均为東芝EMI株式会社。
片头曲
- TV版：[注 1]
  - 作詞・作曲・演唱 - 石川優子（日语：石川優子） / 編曲 - 瀬尾一三（日语：瀬尾一三）
- OVA版：
  - 作詞 - 松本一起（日语：松本一起） / 作曲・編曲 - 馬飼野康二 / 演唱 - 矢尾一樹

片尾曲
- [注 1]
  - 作詞・作曲・演唱 - 石川優子 / 編曲 - 瀬尾一三

插入曲
- （第12话）
  - 作詞 - 松本一起 / 作曲・編曲 - 馬飼野康二 / 演唱 - 矢尾一樹
- （第17话）
  - 作詞 - 寺田憲史 / 作曲・編曲 - 馬飼野康二 / 歌 - [注 2]

香港主題曲：改過
作曲：陳光榮 填詞：周禮茂 主唱：Fundamental